# Raffaella Reggi
Raffaella Reggi épouse Concato, née le 27 novembre 1965 à Faenza en Italie, est une joueuse de tennis italienne, professionnelle du début des années 1980 à 1992.
En Grand Chelem, sa meilleure performance en simple est un quart de finale à Roland Garros en 1987 (défaite contre Chris Evert).
En double mixte, associée à Sergio Casal, elle s'est imposée à l'US Open en 1986 face à la paire Navrátilová-Fleming.
Membre de l'équipe italienne de Fed Cup de 1982 à 1991, elle a participé aux Jeux olympiques de Séoul en 1988 (battue en quart de finale par Manuela Maleeva) et de Barcelone en 1992 (éliminée au 2e tour, de nouveau par Maleeva-Fragniere).
À noter : aux Jeux olympiques de Los Angeles de 1984, alors que le tennis est en épreuve de démonstration, elle a décroché une médaille de bronze en simple.
Au cours de sa carrière, Raffaella Reggi a remporté neuf tournois WTA, dont quatre en double dames.

## Palmarès

### Titres en simple dames
| No | Date       | Nom et lieu du tournoi                 | Catégorie | Dotation  | Surface      | Finaliste       | Score         |          |
| -- | ---------- | -------------------------------------- | --------- | --------- | ------------ | --------------- | ------------- | -------- |
| 1  | 29-04-1985 | Italian Open, Tarente                  |           | 50 000 $  | Terre (ext.) | Vicki Nelson    | 6-4, 6-4      | Parcours |
| 2  | 19-05-1986 | European Open, Lugano                  |           | 100 000 $ | Terre (ext.) | Manuela Maleeva | 5-7, 6-3, 7-6 | Parcours |
| 3  | 10-11-1986 | Puerto Rico Open, San Juan             |           | 75 000 $  | Dur (ext.)   | Sabrina Goleš   | 7-6, 4-6, 6-3 | Parcours |
| 4  | 03-08-1987 | Virginia Slims of San Diego, San Diego |           | 75 000 $  | Dur (ext.)   | Anne Minter     | 6-0, 6-4      | Parcours |
| 5  | 30-04-1990 | Trofeo Ilva-Coppa Mantegazza, Tarente  | Tier V    | 75 000 $  | Terre (ext.) | Alexia Dechaume | 3-6, 6-0, 6-2 | Parcours |

### Finales en simple dames
| No | Date       | Nom et lieu du tournoi                       | Catégorie | Dotation  | Surface         | Vainqueure          | Score         |          |
| -- | ---------- | -------------------------------------------- | --------- | --------- | --------------- | ------------------- | ------------- | -------- |
| 1  | 06-05-1985 | Barcelona, Barcelone                         |           | 50 000 $  | Terre (ext.)    | Sandra Cecchini     | 6-3, 6-4      | Parcours |
| 2  | 30-03-1987 | Wild Dunes, Charleston                       |           | 75 000 $  | Terre (ext.)    | Manuela Maleeva     | 5-7, 6-2, 6-3 | Parcours |
| 3  | 11-07-1988 | Belgian Open, Bruxelles                      | Tier V    | 75 000 $  | Terre (ext.)    | Arantxa Sánchez     | 6-0, 7-5      | Parcours |
| 4  | 19-06-1989 | Pilkington Glass Championships, Eastbourne   | Tier II   | 300 000 $ | Gazon (ext.)    | Martina Navrátilová | 7-6, 6-2      | Parcours |
| 5  | 30-10-1989 | Virginia Slims of Indianapolis, Indianapolis | Tier V    | 100 000 $ | Dur (int.)      | Katerina Maleeva    | 6-4, 6-4      | Parcours |
| 6  | 05-02-1991 | Oslo Open, Oslo                              | Tier V    | 75 000 $  | Moquette (int.) | Catarina Lindqvist  | 6-3, 6-0      | Parcours |

### Titres en double dames
| No | Date       | Nom et lieu du tournoi               | Catégorie | Dotation  | Surface         | Partenaire                | Finalistes                        | Score         |          |
| -- | ---------- | ------------------------------------ | --------- | --------- | --------------- | ------------------------- | --------------------------------- | ------------- | -------- |
| 1  | 29-04-1985 | Italian Open Tarente                 |           | 50 000 $  | Terre (ext.)    | Sandra Cecchini           | Patrizia Murgo Barbara Romano     | 1-6, 6-4, 6-3 | Parcours |
| 2  | 28-03-1988 | Eckerd Open Tampa                    | Tier IV   | 200 000 $ | Terre (ext.)    | Terry Phelps              | Cammy MacGregor Cynthia MacGregor | 6-2, 6-4      | Parcours |
| 3  | 11-02-1991 | Austrian Tennis Grand Prix Linz      | Tier V    | 100 000 $ | Moquette (int.) | Manuela Maleeva           | Petra Langrová Radka Zrubáková    | 6-4, 1-6, 6-3 | Parcours |
| 4  | 27-01-1992 | Nutri-Metics Bendon Classic Auckland | Tier V    | 100 000 $ | Dur (ext.)      | Rosalyn Fairbank-Nideffer | Jill Hetherington Kathy Rinaldi   | 1-6, 6-1, 7-5 | Parcours |

### Finales en double dames
| No | Date       | Nom et lieu du tournoi                    | Catégorie | Dotation  | Surface         | Vainqueures                         | Partenaire       | Score         |          |
| -- | ---------- | ----------------------------------------- | --------- | --------- | --------------- | ----------------------------------- | ---------------- | ------------- | -------- |
| 1  | 11-07-1988 | Belgian Open Bruxelles                    | Tier V    | 75 000 $  | Terre (ext.)    | Mercedes Paz Tine Scheuer-Larsen    | Katerina Maleeva | 7-6, 6-1      | Parcours |
| 2  | 10-10-1988 | Porsche Grand Prix Filderstadt            | Tier III  | 250 000 $ | Dur (int.)      | Iwona Kuczyńska Martina Navrátilová | Elna Reinach     | 6-1, 6-4      | Parcours |
| 3  | 14-08-1989 | Virginia Slims of Albuquerque Albuquerque | Tier V    | 100 000 $ | Dur (ext.)      | Nicole Provis Elna Reinach          | Arantxa Sánchez  | 4-6, 6-4, 6-2 | Parcours |
| 4  | 09-10-1989 | Porsche Grand Prix Filderstadt            | Tier III  | 250 000 $ | Dur (int.)      | Gigi Fernández Robin White          | Elna Reinach     | 6-4, 7-6      | Parcours |
| 5  | 16-10-1989 | Open de La Côte Basque Bayonne            | Tier V    | 100 000 $ | Dur (int.)      | Manon Bollegraf Catherine Tanvier   | Elna Reinach     | 7-6, 7-5      | Parcours |
| 6  | 30-07-1990 | Canadian Open Montréal                    | Tier I    | 500 000 $ | Dur (ext.)      | Betsy Nagelsen Gabriela Sabatini    | Helen Kelesi     | 3-6, 6-2, 6-2 | Parcours |
| 7  | 05-02-1991 | Oslo Open Oslo                            | Tier V    | 75 000 $  | Moquette (int.) | Claudia Kohde-Kilsch Silke Meier    | Sabine Appelmans | 3-6, 6-2, 6-4 | Parcours |
| 8  | 30-09-1991 | Milano Indoor Milan                       | Tier II   | 225 000 $ | Moquette (int.) | Sandy Collins Lori McNeil           | Sabine Appelmans | 7-6, 6-3      | Parcours |
| 9  | 10-02-1992 | Int’l Austrian Indoor Championships Linz  | Tier V    | 100 000 $ | Moquette (int.) | Monique Kiene Miriam Oremans        | Claudia Porwik   | 6-4, 6-2      | Parcours |
| 10 | 17-02-1992 | Cesena Championships Cesena               | Tier V    | 100 000 $ | Moquette (int.) | Catherine Suire Catherine Tanvier   | Sabine Appelmans | Forfait       | Parcours |

### Titre en double mixte
| No | Date       | Nom et lieu du tournoi   | Catégorie | Dotation    | Surface    | Partenaire   | Finalistes                        | Score    |          |
| -- | ---------- | ------------------------ | --------- | ----------- | ---------- | ------------ | --------------------------------- | -------- | -------- |
| 1  | 25-08-1986 | US Open Flushing Meadows | G. Chelem | 1 400 000 $ | Dur (ext.) | Sergio Casal | Martina Navrátilová Peter Fleming | 6-4, 6-4 | Parcours |

## Parcours en Grand Chelem

### En simple dames
| Année | Open d'Australie (janvier) | Open d'Australie (janvier) | Internationaux de France | Internationaux de France | Wimbledon       | Wimbledon         | US Open         | US Open          | Open d'Australie (décembre) | Open d'Australie (décembre) |
| ----- | -------------------------- | -------------------------- | ------------------------ | ------------------------ | --------------- | ----------------- | --------------- | ---------------- | --------------------------- | --------------------------- |
| 1983  | n/a                        | n/a                        | 1er tour (1/64)          | Beverly Mould            | 2e tour (1/32)  | Virginia Wade     | 2e tour (1/32)  | Kate Gompert     | 1er tour (1/32)             | Barbara Potter              |
| 1984  | n/a                        | n/a                        | 3e tour (1/16)           | Zina Garrison            | 1er tour (1/64) | Helena Suková     | 2e tour (1/32)  | Zina Garrison    | -                           | -                           |
| 1985  | n/a                        | n/a                        | 4e tour (1/8)            | Martina Navrátilová      | -               | -                 | 2e tour (1/32)  | Chris Evert      | -                           | -                           |
| 1986  | n/a                        | n/a                        | 2e tour (1/32)           | C. Kohde-Kilsch          | 4e tour (1/8)   | Gabriela Sabatini | 4e tour (1/8)   | Steffi Graf      | n/a                         | n/a                         |
| 1987  | -                          | -                          | 1/4 de finale            | Chris Evert              | 4e tour (1/8)   | Helena Suková     | 3e tour (1/16)  | Hana Mandlíková  | n/a                         | n/a                         |
| 1988  | -                          | -                          | 2e tour (1/32)           | Maria Strandlund         | -               | -                 | 2e tour (1/32)  | C. Kohde-Kilsch  | n/a                         | n/a                         |
| 1989  | 4e tour (1/8)              | Gabriela Sabatini          | 2e tour (1/32)           | Sylvia Hanika            | 3e tour (1/16)  | Arantxa Sánchez   | 1er tour (1/64) | Betsy Nagelsen   | n/a                         | n/a                         |
| 1990  | 4e tour (1/8)              | Steffi Graf                | 2e tour (1/32)           | Kirrily Sharpe           | 1er tour (1/64) | Rachel McQuillan  | 3e tour (1/16)  | Katerina Maleeva | n/a                         | n/a                         |
| 1991  | 1er tour (1/64)            | Tami Whitlinger            | -                        | -                        | -               | -                 | -               | -                | n/a                         | n/a                         |
| 1992  | -                          | -                          | 1er tour (1/64)          | Linda Ferrando           | -               | -                 | -               | -                | n/a                         | n/a                         |

À droite du résultat, l’ultime adversaire.

### En double dames
| Année | Open d'Australie (janvier) | Open d'Australie (janvier) | Internationaux de France      | Internationaux de France   | Wimbledon                   | Wimbledon                  | US Open                      | US Open                   | Open d'Australie (décembre) | Open d'Australie (décembre) |
| ----- | -------------------------- | -------------------------- | ----------------------------- | -------------------------- | --------------------------- | -------------------------- | ---------------------------- | ------------------------- | --------------------------- | --------------------------- |
| 1983  | n/a                        | n/a                        | 1er tour (1/32) Pam Casale    | Beverly Mould E. Sayers    | -                           | -                          | 1er tour (1/32) Pam Casale   | L. Antonoplis B. Jordan   | -                           | -                           |
| 1984  | n/a                        | n/a                        | 1er tour (1/32) Ginny Purdy   | Leslie Allen Anne White    | 1er tour (1/32) Ginny Purdy | Kohde-Kilsch H. Mandlíková | 1er tour (1/32) Lisa Bonder  | T. Holladay I. Kuczyńska  | -                           | -                           |
| 1985  | n/a                        | n/a                        | 1er tour (1/32) Emilse Raponi | Lori McNeil Kim Sands      | -                           | -                          | 1er tour (1/32) Pam Casale   | L. Antonoplis Henricksson | -                           | -                           |
| 1986  | n/a                        | n/a                        | 2e tour (1/16) Terry Phelps   | Kathy Jordan A. Moulton    | 1er tour (1/32) S. Cecchini | A. Holíková K. Skronská    | 1er tour (1/32) MJ Fernández | P. Paradis Nathalie Phan  | n/a                         | n/a                         |
| 1987  | -                          | -                          | 3e tour (1/8) Terry Phelps    | Navrátilová Pam Shriver    | 1er tour (1/32) C. Karlsson | Henricksson Van Nostrand   | 3e tour (1/8) Terry Phelps   | Steffi Graf G. Sabatini   | n/a                         | n/a                         |
| 1988  | -                          | -                          | 2e tour (1/16) Terry Phelps   | Kohde-Kilsch Helena Suková | -                           | -                          | 1/4 de finale Terry Phelps   | Steffi Graf G. Sabatini   | n/a                         | n/a                         |
| 1989  | 3e tour (1/8) Terry Phelps | Elise Burgin Lori McNeil   | 3e tour (1/8) Terry Phelps    | Helen Kelesi C. Suire      | 2e tour (1/16) Terry Phelps | Navrátilová Pam Shriver    | 2e tour (1/16) Terry Phelps  | G. Fernández Robin White  | n/a                         | n/a                         |
| 1990  | 1er tour (1/32) C. Porwik  | Anne Minter J. Richardson  | 3e tour (1/8) M. Bollegraf    | R. Kordová A. Temesvári    | -                           | -                          | -                            | -                         | n/a                         | n/a                         |
| 1991  | 1/4 de finale S. Appelmans | G. Fernández Jana Novotná  | -                             | -                          | -                           | -                          | -                            | -                         | n/a                         | n/a                         |
| 1992  | -                          | -                          | 3e tour (1/8) R. Fairbank     | G. Fernández N. Zvereva    | -                           | -                          | -                            | -                         | n/a                         | n/a                         |

Sous le résultat, la partenaire ; à droite, l’ultime équipe adverse.

### En double mixte
| Année | Open d'Australie (janvier),   | Open d'Australie (janvier), | Internationaux de France     | Internationaux de France | Wimbledon                  | Wimbledon                   | US Open                      | US Open                   | Open d'Australie (décembre), | Open d'Australie (décembre), |
| ----- | ----------------------------- | --------------------------- | ---------------------------- | ------------------------ | -------------------------- | --------------------------- | ---------------------------- | ------------------------- | ---------------------------- | ---------------------------- |
| 1983  | n/a                           | n/a                         | 3e tour (1/8) Álvaro Fillol  | Lisa Bonder Jimmy Brown  | -                          | -                           | -                            | -                         | n/a                          | n/a                          |
| 1984  | n/a                           | n/a                         | -                            | -                        | -                          | -                           | 2e tour (1/16) Belus Prajoux | C. Reynolds M. Fancutt    | n/a                          | n/a                          |
| 1986  | n/a                           | n/a                         | 1/2 finale Sergio Casal      | Kathy Jordan Ken Flach   | 3e tour (1/8) Sergio Casal | E. Smylie J. Fitzgerald     | Victoire Sergio Casal        | Navrátilová Peter Fleming | n/a                          | n/a                          |
| 1987  | -                             | -                           | 1er tour (1/32) Sergio Casal | P. Tarabini Gustavo Luza | 1/4 de finale Sergio Casal | Nicole Provis Darren Cahill | 1/2 finale Sergio Casal      | Navrátilová E. Sánchez    | n/a                          | n/a                          |
| 1990  | 1/4 de finale Andrew Castle   | Zina Garrison Rick Leach    | -                            | -                        | -                          | -                           | -                            | -                         | n/a                          | n/a                          |
| 1991  | 1er tour (1/16) Andrew Castle | Robin White Scott Davis     | -                            | -                        | -                          | -                           | -                            | -                         | n/a                          | n/a                          |

Sous le résultat, le partenaire ; à droite, l’ultime équipe adverse.

## Parcours aux Masters

### En simple dames
| # | Date       | Nom de l'édition                      | ($)       | Surface         | Résultat       | Ultime adversaire | Score         |          |
| - | ---------- | ------------------------------------- | --------- | --------------- | -------------- | ----------------- | ------------- | -------- |
| 1 | 17/11/1986 | Virginia Slims Championships New York | 500 000   | Moquette (int.) | 1er tour (1/8) | Pam Shriver       | 6-3, 6-1      | Parcours |
| 2 | 16/11/1987 | Virginia Slims Championships New York | 500 000   | Moquette (int.) | 1/4 de finale  | Sylvia Hanika     | 6-2, 4-6, 6-0 | Parcours |
| 3 | 13/11/1989 | Virginia Slims Championships New York | 1 000 000 | Moquette (int.) | 1er tour (1/8) | Helena Suková     | 6-3, 7-5      | Parcours |

## Parcours aux Jeux olympiques

### En simple dames
| # | Date       | Nom de l'olympiade               | Surface      | Résultat       | Ultime adversaire | Score    |          |
| - | ---------- | -------------------------------- | ------------ | -------------- | ----------------- | -------- | -------- |
| 1 | 06/08/1984 | Olympic Tennis Event Los Angeles | Dur (ext.)   | Bronze         | Catherine Tanvier | Partage  | Parcours |
| 2 | 20/09/1988 | Olympic Tennis Event Séoul       | Dur (ext.)   | 1/4 de finale  | Manuela Maleeva   | 6-3, 6-4 | Parcours |
| 3 | 28/07/1992 | Olympic Tennis Event Barcelone   | Terre (ext.) | 2e tour (1/16) | Manuela Maleeva   | 6-2, 6-4 | Parcours |

### En double dames
| # | Date       | Nom de l'olympiade             | Surface      | Résultat       | Partenaire      | Ultimes adversaires            | Score          |          |
| - | ---------- | ------------------------------ | ------------ | -------------- | --------------- | ------------------------------ | -------------- | -------- |
| 1 | 20/09/1988 | Olympic Tennis Event Séoul     | Dur (ext.)   | 1er tour (1/8) | Sandra Cecchini | Etsuko Inoue Kumiko Okamoto    | 6-3, 6-74, 8-6 | Parcours |
| 2 | 28/07/1992 | Olympic Tennis Event Barcelone | Terre (ext.) | 2e tour (1/8)  | Laura Garrone   | Mariaan de Swardt Elna Reinach | 6-3, 6-2       | Parcours |

## Parcours en Coupe de la Fédération
| #                                                                    | Date       | Lieu       | Surface             | Gagnante(s)                        | Perdante(s)                     | Score          |          |
|                                                                      |            |            |                     |                                    |                                 |                |          |
| 1983 - 1er tour (groupe mondial) - Italie - Autriche - 2 : 1         |            |            |                     |                                    |                                 |                |          |
| 1                                                                    | 18/07/1983 | Zurich     | Terre (ext.)        | Raffaella Reggi                    | Andrea Pesak                    | 4-6, 6-2, 6-2  | Parcours |
| 1                                                                    | 18/07/1983 | Zurich     | Terre (ext.)        | Sandra Cecchini Raffaella Reggi    | Petra Huber Andrea Pesak        | 7-6, 2-6, 6-2  | Parcours |
|                                                                      |            |            |                     |                                    |                                 |                |          |
| 1983 - 2e tour (groupe mondial) - Tchécoslovaquie - Italie - 2 : 1   |            |            |                     |                                    |                                 |                |          |
| 2                                                                    | 18/07/1983 | Zurich     | Terre (ext.)        | Raffaella Reggi                    | Helena Suková                   | 6-4, 6-1       | Parcours |
| 2                                                                    | 18/07/1983 | Zurich     | Terre (ext.)        | Hana Mandlíková Helena Suková      | Sandra Cecchini Raffaella Reggi | 6-1, 6-4       | Parcours |
|                                                                      |            |            |                     |                                    |                                 |                |          |
| 1984 - 1er tour (groupe mondial) - Canada - Italie - 1 : 2           |            |            |                     |                                    |                                 |                |          |
| 3                                                                    | 16/07/1984 | São Paulo  | Terre (ext.)        | Raffaella Reggi                    | Jill Hetherington               | 6-1, 6-2       | Parcours |
| 3                                                                    | 16/07/1984 | São Paulo  | Terre (ext.)        | Jill Hetherington Hélène Pelletier | Raffaella Reggi Sabina Simmonds | 7-6, 6-3       | Parcours |
|                                                                      |            |            |                     |                                    |                                 |                |          |
| 1984 - 2e tour (groupe mondial) - Autriche - Italie - 0 : 2          |            |            |                     |                                    |                                 |                |          |
| 4                                                                    | 16/07/1984 | São Paulo  | Terre (ext.)        | Raffaella Reggi                    | Petra Huber                     | 6-2, 5-7, 6-4  | Parcours |
|                                                                      |            |            |                     |                                    |                                 |                |          |
| 1984 - 1/4 de finale (groupe mondial) - États-Unis - Italie - 2 : 1  |            |            |                     |                                    |                                 |                |          |
| 5                                                                    | 16/07/1984 | São Paulo  | Terre (ext.)        | Raffaella Reggi                    | Zina Garrison                   | 6-2, 7-5       | Parcours |
| 5                                                                    | 16/07/1984 | São Paulo  | Terre (ext.)        | Kathy Jordan Anne Smith            | Sandra Cecchini Raffaella Reggi | 6-3, 6-1       | Parcours |
|                                                                      |            |            |                     |                                    |                                 |                |          |
| 1985 - 1er tour (groupe mondial) - Italie - Taïwan - 3 : 0           |            |            |                     |                                    |                                 |                |          |
| 6                                                                    | 08/10/1985 | Nagoya     | Dur (ext.)          | Raffaella Reggi                    | Ho Chiu-Mei                     | 6-1, 6-1       | Parcours |
| 6                                                                    | 08/10/1985 | Nagoya     | Dur (ext.)          | Sandra Cecchini Raffaella Reggi    | Lai Su-Lin Wen Hsiu-Tsuan       | 6-1, 6-0       | Parcours |
|                                                                      |            |            |                     |                                    |                                 |                |          |
| 1985 - 2e tour (groupe mondial) - Italie - Mexique - 3 : 0           |            |            |                     |                                    |                                 |                |          |
| 7                                                                    | 08/10/1985 | Nagoya     | Dur (ext.)          | Raffaella Reggi                    | Heliane Steden                  | 6-4, 3-6, 7-5  | Parcours |
|                                                                      |            |            |                     |                                    |                                 |                |          |
| 1985 - 1/4 de finale (groupe mondial) - Italie - Australie - 0 : 3   |            |            |                     |                                    |                                 |                |          |
| 8                                                                    | 08/10/1985 | Nagoya     | Dur (ext.)          | Wendy Turnbull                     | Raffaella Reggi                 | 6-2, 6-1       | Parcours |
| 8                                                                    | 08/10/1985 | Nagoya     | Dur (ext.)          | Jenny Byrne Wendy Turnbull         | Laura Garrone Raffaella Reggi   | 6-1, 6-3       | Parcours |
|                                                                      |            |            |                     |                                    |                                 |                |          |
| 1986 - 1er tour (groupe mondial) - Nouvelle-Zélande - Italie - 1 : 2 |            |            |                     |                                    |                                 |                |          |
| 9                                                                    | 22/07/1986 | Prague     | Terre (ext.)        | Raffaella Reggi                    | Belinda Cordwell                | 6-3, 6-4       | Parcours |
| 9                                                                    | 22/07/1986 | Prague     | Terre (ext.)        | Belinda Cordwell Julie Richardson  | Sandra Cecchini Raffaella Reggi | 6-3, 6-3       | Parcours |
|                                                                      |            |            |                     |                                    |                                 |                |          |
| 1986 - 2e tour (groupe mondial) - Yougoslavie - Italie - 1 : 2       |            |            |                     |                                    |                                 |                |          |
| 10                                                                   | 22/07/1986 | Prague     | Terre (ext.)        | Raffaella Reggi                    | Sabrina Goleš                   | 6-4, 7-5       | Parcours |
| 10                                                                   | 22/07/1986 | Prague     | Terre (ext.)        | Sabrina Goleš Aila Winkler         | Laura Garrone Raffaella Reggi   | 3-6, 7-64, 6-3 | Parcours |
|                                                                      |            |            |                     |                                    |                                 |                |          |
| 1986 - 1/4 de finale (groupe mondial) - États-Unis - Italie - 2 : 1  |            |            |                     |                                    |                                 |                |          |
| 11                                                                   | 22/07/1986 | Prague     | Terre (ext.)        | Martina Navrátilová                | Raffaella Reggi                 | 6-2, 6-4       | Parcours |
| 11                                                                   | 22/07/1986 | Prague     | Terre (ext.)        | Martina Navrátilová Pam Shriver    | Laura Garrone Raffaella Reggi   | 6-3, 6-1       | Parcours |
|                                                                      |            |            |                     |                                    |                                 |                |          |
| 1987 - 1er tour (groupe mondial) - Belgique - Italie - 1 : 2         |            |            |                     |                                    |                                 |                |          |
| 12                                                                   | 28/07/1987 | Vancouver  |                     | Raffaella Reggi                    | Ann Devries                     | 6-2, 7-5       | Parcours |
|                                                                      |            |            |                     |                                    |                                 |                |          |
| 1987 - 2e tour (groupe mondial) - Grande-Bretagne - Italie - 2 : 1   |            |            |                     |                                    |                                 |                |          |
| 13                                                                   | 28/07/1987 | Vancouver  |                     | Raffaella Reggi                    | Jo Durie                        | 7-5, 6-4       | Parcours |
| 13                                                                   | 28/07/1987 | Vancouver  | Jo Durie Anne Hobbs | Sandra Cecchini Raffaella Reggi    | 6-7, 7-5, 6-4                   |                | Parcours |
|                                                                      |            |            |                     |                                    |                                 |                |          |
| 1989 - 1er tour (groupe mondial) - Italie - Nouvelle-Zélande - 1 : 2 |            |            |                     |                                    |                                 |                |          |
| 14                                                                   | 03/10/1989 | Tokyo      | Dur (ext.)          | Belinda Cordwell                   | Raffaella Reggi                 | 6-4, 6-1       | Parcours |
|                                                                      |            |            |                     |                                    |                                 |                |          |
| 1990 - 1er tour (groupe mondial) - Finlande - Italie - 0 : 3         |            |            |                     |                                    |                                 |                |          |
| 15                                                                   | 23/07/1990 | Atlanta    | Dur (ext.)          | Raffaella Reggi                    | Nanne Dahlman                   | 6-2, 6-2       | Parcours |
| 15                                                                   | 23/07/1990 | Atlanta    | Dur (ext.)          | Laura Golarsa Raffaella Reggi      | Anne Aallonen Petra Thoren      | 6-2, 6-3       | Parcours |
|                                                                      |            |            |                     |                                    |                                 |                |          |
| 1990 - 2e tour (groupe mondial) - Grande-Bretagne - Italie - 2 : 1   |            |            |                     |                                    |                                 |                |          |
| 16                                                                   | 23/07/1990 | Atlanta    | Dur (ext.)          | Sarah Loosemore                    | Raffaella Reggi                 | 2-6, 7-5, 7-5  | Parcours |
| 16                                                                   | 23/07/1990 | Atlanta    | Dur (ext.)          | Jo Durie Clare Wood                | Laura Golarsa Raffaella Reggi   | 6-4, 6-1       | Parcours |
|                                                                      |            |            |                     |                                    |                                 |                |          |
| 1991 - 1er tour (groupe mondial) - Israël - Italie - 1 : 2           |            |            |                     |                                    |                                 |                |          |
| 17                                                                   | 23/07/1991 | Nottingham |                     | Raffaella Reggi                    | Yael Segal                      | 0-6, 6-4, 6-4  | Parcours |
|                                                                      |            |            |                     |                                    |                                 |                |          |
| 1991 - 2e tour (groupe mondial) - Grande-Bretagne - Italie - 0 : 2   |            |            |                     |                                    |                                 |                |          |
| 18                                                                   | 24/07/1991 | Nottingham |                     | Raffaella Reggi                    | Monique Javer                   | 2-6, 7-64, 9-7 | Parcours |
|                                                                      |            |            |                     |                                    |                                 |                |          |
| 1991 - 1/4 de finale (groupe mondial) - Allemagne - Italie - 2 : 1   |            |            |                     |                                    |                                 |                |          |
| 19                                                                   | 26/07/1991 | Nottingham |                     | Barbara Rittner                    | Raffaella Reggi                 | 6-3, 1-6, 6-3  | Parcours |
|                                                                      |            |            |                     |                                    |                                 |                |          |
| 1992 - Barrage (groupe mondial I) - Italie - Hongrie - 0 : 3         |            |            |                     |                                    |                                 |                |          |
| 20                                                                   | 16/07/1992 | Francfort  | Terre (ext.)        | Anna Foldenyi                      | Raffaella Reggi                 | 6-3, 4-6, 6-4  | Parcours |

## Classements WTA en fin de saison

### En simple
| Année | 1983 | 1984 | 1985 | 1986 | 1987 | 1988 | 1989 | 1990 | 1991 | 1992 |
| Rang  | 47   | 62   | 42   | 22   | 17   | 23   | 21   | 23   | 75   | 55   |

Source : (en) « Classements de Raffaella Reggi », sur le site officiel du WTA Tour

### En double
| Année | 1986 | 1987 | 1988 | 1989 | 1990 | 1991 | 1992 |
| Rang  | 76   | 66   | 33   | 37   | 55   | 29   | 37   |

Source : (en) « Classements de Raffaella Reggi », sur le site officiel du WTA Tour